# Ernst Kreuz
Ernst Kreuz jr. (* 29. September 1940 in Hamburg) ist ein ehemaliger deutscher Fußballspieler. Er spielte von 1959 an für Viktoria Aschaffenburg, Eintracht Frankfurt und den Hamburger SV in der Fußball-Oberliga und gewann mit dem HSV im Jahre 1963 den DFB-Pokal. Auf zwei Bundesligaspielzeiten und sieben Europapokalspiele folgten zwischen 1965 und 1974 als weitere Stationen die Regionalligisten SSV Reutlingen, Röchling Völklingen, ASV Bergedorf 85, HSV Barmbek-Uhlenhorst und Holstein Kiel.

## Laufbahn

### Jugend und die Oberliga Süd, bis 1962
Der Sohn des aus dem Sudetenland stammenden Arnošt Kreuz (WM-Teilnehmer für die Tschechoslowakei 1938) machte bereits als C/B-Jugendlicher von Viktoria Aschaffenburg mit seiner exzellenten Balltechnik auf sich aufmerksam. Er lief am 22. April 1956 in Portsmouth beim ersten Schülerländerspiel in der deutschen Auswahl gegen England auf. Nach imponierenden Auftritten in der hessischen Verbandsauswahl im Spieljahr 1958/59 debütierte der hoch aufgeschossene Spielmachertyp beim Länderspiel am 8. März 1959 in Coburg gegen Österreich (3:0) in der deutschen Jugend-Fußballnationalmannschaft. Zusammen mit Peter Kunter, Toni Regh, Hubert Stapelfeldt, Karl-Heinz Bente, Gustav Flachenecker, Werner Ipta, Alfred Heiß und Udo Nix nahm er Ende des Monats mit der DFB-Auswahl am UEFA-Juniorenturnier in Bulgarien teil. Er absolvierte die Gruppenspiele gegen Jugoslawien (1:0) und den späteren Turnier-Sieger Bulgarien (0:2).
Unter Trainer Ernst Lehner debütierte der talentierte Halbstürmer bei der Mannschaft vom Stadion am Schönbusch bereits am ersten Spieltag der Saison 1959/60 in der Fußball-Oberliga Süd. Die Viktoria erreichte im Heimspiel gegen den TSV 1860 München ein 1:1-Remis. Insgesamt kam er an der Seite der Mitspieler Otmar Groh, Egon Horst und Heinrich Dittel in seiner ersten Seniorenrunde in der Oberliga auf 17 Einsätze und erzielte dabei sechs Tore. Am Schlusstag der Runde, den 30. April 1960, kam es bei den punktgleichen „Spatzen“ der TSG Ulm 1846 zum entscheidenden Spiel um den zweiten Absteiger aus der Südoberliga. Vor 20.000 Zuschauern trennten sich die Kontrahenten im Donaustadion mit einem 1:1-Unentschieden, was für Ulm den Klassenerhalt dank des besseren Torverhältnisses bedeutete. Der junge Kreuz hatte auf Halblinks bis zur 60. Minute auf den Klassenerhalt hoffen können, dann gelang Manfred Ruoff für Ulm der 1:1-Ausgleich. Dem Deutschen Meister des Jahres 1959, Eintracht Frankfurt, waren die Fußballkünste des jungen Spielers der Viktoria aufgefallen und Kreuz blieb durch seinen Wechsel zur Eintracht zur Runde 1960/61, weiterhin in der Fußball-Oberliga Süd.
Bei der Mannschaft von Trainer Paul Oßwald neigte sich altersbedingt die Karriere des langjährigen Eintracht-Spielmachers Alfred Pfaff dem Ende zu, der WM-Teilnehmer des Jahres 1954 absolvierte 1960/61 nur noch vier Oberligaspiele und beendete danach seine Karriere. Für den 20-Jährigen aus Aschaffenburg, war die Nachfolge in der Spielmacherposition im Riederwald anzutreten, eine schwierige Aufgabe. In der Südliga kam er nur zu 14 Einsätzen und erzielte dabei zwei Tore. Die Eintracht zog aber durch die Vizemeisterschaft in die Endrundenspiele um die deutsche Meisterschaft ein. Am 6. Mai 1961 brachte der „Lange“ im Qualifikationsspiel zur Endrunde in Ludwigshafen die Eintracht mit zwei Treffern gegen den Südwestvize Borussia Neunkirchen mit 2:0 Toren in Führung. Mit einem 5:0 setzte sich Frankfurt durch – der Angriff lief dabei in der Besetzung mit Richard Kreß, Kreuz, Erwin Stein, Dieter Lindner und Wolfgang Solz auf – und hatte es ab dem 20. Mai mit den Gruppengegnern Borussia Dortmund, Hamburger SV und dem 1. FC Saarbrücken zu tun. Am Ende zog das punktgleiche Dortmund dank des besseren Torverhältnisses gegenüber Frankfurt in das Endspiel am 24. Juni 1961 in Hannover gegen den 1. FC Nürnberg ein. Kreuz hatte in fünf Endrundenspielen drei Tore erzielt.
Im zweiten Jahr bei der Eintracht, 1961/62, gingen die Adlerträger nach dem 3:0-Auswärtssieg am 26. November 1961 gegen den 1. FC Nürnberg ungeschlagen mit 26:4 Punkten als Herbstmeister in die Rückrunde. Den Angriff beim Erfolg in der Noris bildeten Richard Kreß, Dieter Lindner, Erwin Stein, Kreuz und Lothar Schämer. Zur erneuten Vizemeisterschaft trug Kreuz in 22 Einsätzen mit acht Toren bei. In der Endrunde 1962 kam er nicht mehr zum Einsatz, Kreuz wechselte zur Runde 1962/63 in den Norden zum Hamburger SV.

### Oberliga Nord und Bundesliga, 1962 bis 1965
Vor dem letzten Oberligajahr kamen mit Hans-Georg Dulz und Rolf Fritzsche zwei weitere Offensivspieler zum Serienmeister der Nord-Oberliga, wo der Verlust von Klaus Stürmer zum FC Zürich zu verkraften war. Der Sohn des langjährigen Pächters der HSV-Gaststätte „Lindenhof“ in Ochsenzoll und Verwalter des HSV-Leistungszentrums, Ernst Kreuz sen., kam in der Uwe-Seeler-Elf aber nicht klar, nur in fünf Einsätzen mit einem Tor konnte er sein Können demonstrieren. Noch schlechter erging es dem aus Reutlingen gekommenen Dulz, der überhaupt nicht beim HSV in der Punkterunde eingesetzt wurde. Nur Fritzsche brachte es zum Stammspieler. Der HSV wurde trotzdem wieder Meister im Norden und in der Endrunde kam Kreuz in den Spielen gegen Borussia Dortmund, 1860 München und Borussia Neunkirchen zum Einsatz. Im DFB-Pokal des Jahres 1963 gehörte er dann aber dem Spielerkreis an, die nach Erfolgen gegen Bayern Hof, 1. FC Saarbrücken, im Halbfinale gegen den Wuppertaler SV und am 14. August 1963 in Hannover im Finale gegen Borussia Dortmund mit einem 3:0-Erfolg den Pokal an die Alster holten. Der Angriff des Pokalsiegers war mit Wilhelm Friedrich Boyens, Peter Wulf, Uwe Seeler, Kreuz und Gert Dörfel besetzt.
Im ersten Bundesligajahr, 1963/64, gehörte der Ex-Aschaffenburger mit 25 Ligaspielen und fünf Toren der HSV-Stammbesetzung an, die den sechsten Rang belegte. Auch in allen sieben Europapokalspielen im Pokalsiegerwettbewerb gegen Union Sportive Luxemburg, FC Barcelona (drei Spiele) und im Viertelfinale gegen Olympique Lyon zeigte er seine überdurchschnittliche Technik. An guten Tagen war er ein „begnadeter Spielmacher“. Überraschend löste er seinen Vertrag im Oktober 1964 auf und zog wieder nach Süddeutschland. Er schloss sich zur Runde 1965/66 dem SSV Reutlingen in der Fußball-Regionalliga Süd an.

### Regionalligafußball, 1965 bis 1974
In zwei Runden absolvierte der Techniker mit Spielmacherqualitäten im Stadion an der Kreuzeiche in Reutlingen unter den Trainern Georg Wurzer und Richard Schneider 42 Ligaspiele und erzielte zwölf Tore. Mehr wie ein achter beziehungsweise sechster Platz kam mit den Mitspielern Theo Diegelmann, Manfred Kammal, Günther Kasperski, Heinz Kostorz, Rolf Schafstall, Herbert Ammer, Rudolf Schießl und Rolf Thommes aber dabei in den Runden 1965/66 und 1966/67 nicht heraus.
Es folgte ein verunglücktes Jahr 1967/68 beim SV Röchling Völklingen in der Fußball-Regionalliga Südwest, wo er in nur 13 Ligaspielen vier Tore in der Mannschaft von Trainer Horst Eckel erzielte.
Danach führte ihn sein Weg wieder nach Norddeutschland. Bei den „Elstern“ vom ASV Bergedorf 85 verbrachte Kreuz die nächsten zwei Jahre in der Fußball-Regionalliga Nord. Mit der „Sander Tannen“-Mannschaft gehörte er zwar nicht dem vorderen Tabellenfeld an, zeigte aber in seinen 53 Ligaspielen mit 14 Toren doch soviel an Können, dass die Blau-Gelben vom HSV Barmbek-Uhlenhorst Interesse zeigten und Kreuz ab der Saison dort ein neues Betätigungsfeld fand.
Mit BU erreichte der Routinier in drei Runden zweimal Platz fünf und 1972 den vierten Rang. Der Start in sein erstes Jahr 1970/71 glückte mit 12:2 Punkten gemeinsam mit den Mitspielern Erhard Schwerin, Willi Giesemann und Klaus Fock ausgezeichnet. Als am Schlusstag der Runde vor 12.000 Zuschauern am 16. Mai 1971 der FC St. Pauli mit 2:1 Toren besiegt wurde, zeichnete sich Kreuz in der Mannschaft von Trainer Edgar „Edu“ Preuß als zweifacher Torschütze aus. Drei Punkte hinter Meister VfL Osnabrück und zwei Punkte hinter Vize St. Pauli beendeten die Uhlenhorster auf dem 5. Rang die Runde. In der zweiten Runde, 1971/72, reichte es mit Trainer Reinhold Ertel nach 24:10 Punkten in der Vorrunde zum vierten Rang. Mit Trainer Ertel ging Kreuz auch noch in die Runde 1973/74 und kam am ersten und dritten (19. August 1973) Spieltag zu zwei Einsätzen für BU, ehe er sich dem Verein seines alten BU-Trainers „Edu“ Preuß, Holstein Kiel, anschloss. Für Barmbek-Uhlenhorst bestritt Kreuz insgesamt 91 Spiele, in denen er neun Tore schoss.
Er debütierte bei den „Störchen“ am 13. Oktober 1973 bei der 1:3-Heimniederlage gegen den VfL Osnabrück und bestritt für Kiel nochmals 17 Regionalligaspiele, wobei er einen Treffer erzielte. Insgesamt werden für Ernst Kreuz von 1965 bis 1974 in den Regionalligen Süd, Südwest und Nord 215 Spiele mit 50 Toren registriert.
Im Amateurlager bei Germania Schnelsen beendete er danach seine langjährige Spielerkarriere. Als Trainer betreute er später zahlreiche unterklassige Vereine im Hamburger Raum. Darunter SV Henstedt-Rhen, TuS Neu-Steilshoop, SV Lurup, Elmshorner MTV.